# Luis Sepúlveda

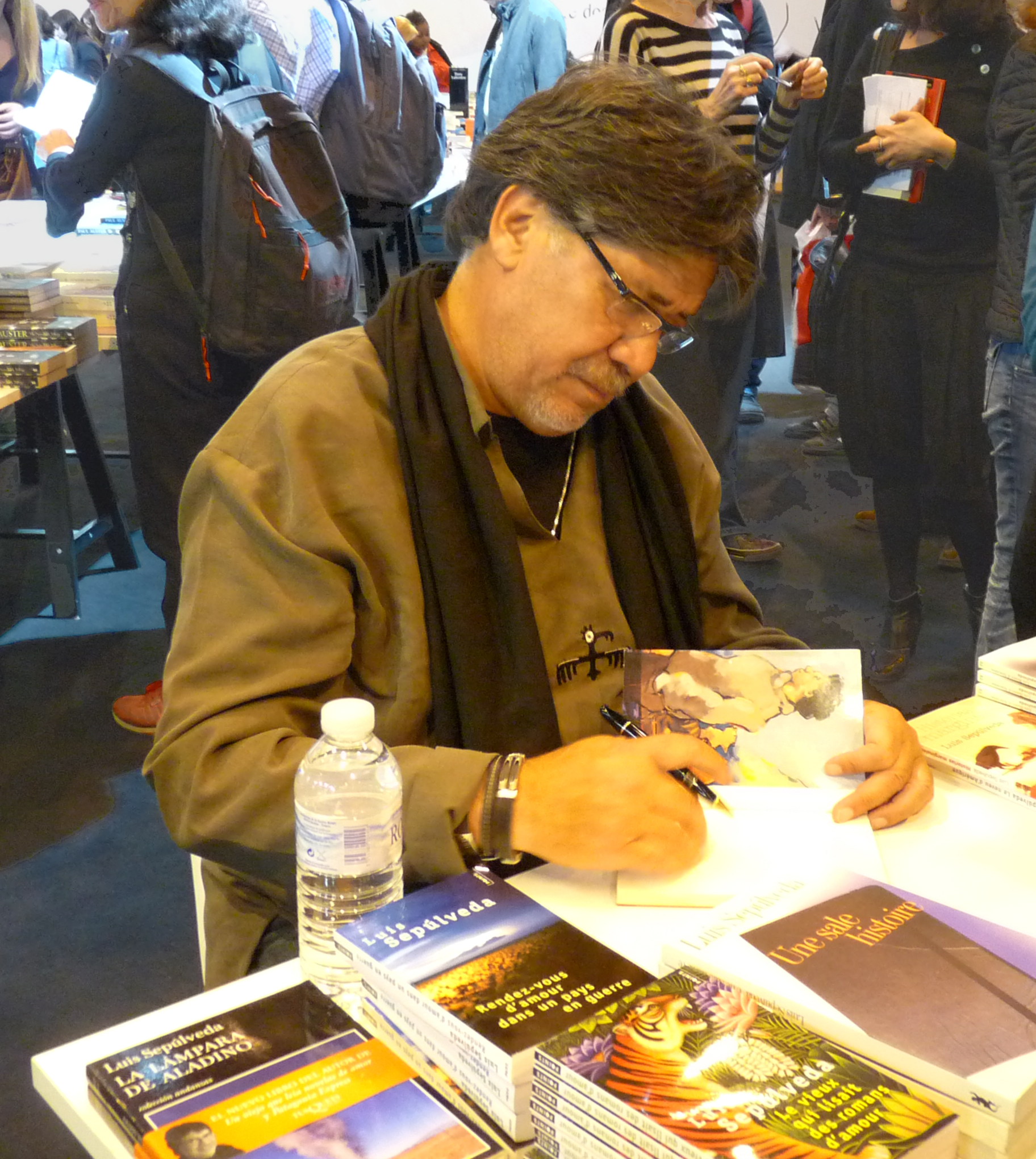
Luis Sepúlveda (2010)

Luis Sepúlveda (4. října 1949 Ovalle, Chile – 16. dubna 2020 Oviedo, Španělsko) byl chilský spisovatel, režisér, novinář a politik. Luis Sepúlveda zemřel ve věku 70 let na nový koronavirus.

## Život
Od počátku sedmdesátých let byl politicky aktivní, podílel se na politice Salvadora Allendeho, se kterým se i znal. Po vojenském převratu byl dva a půl roku vězněn a teprve na nátlak Amnesty International byl propuštěn. Se svou rodinou žil v evropském exilu, nejdéle v Hamburku. Naposledy žil ve španělském Gijónu. Také cestoval několik let po státech Latinské Ameriky, v Ekvádoru podnikl výpravu k indiánskému kmeni Šuarů. To jej inspirovalo v pozdější tvorbě.
Luis Sepúlveda je aktivní v ochraně přírody, spolupracuje o organizací Greenpeace. Nějakou dobu strávil na jejich lodi. Tuto zkušenost převedl do své novely El mundo del fin del mundo (Svět na konci světa), v níž popisuje snahy ekologů o záchranu patagonských velryb.

## Dílo

### Výběr nejvýznamnějších děl
- Cuaderno de viaje (1987)
- Un viejo que leía novelas de amor (1989)
- Nombre de torero (1994)
- Desencuentros (1997)
- Historias marginales (2000)

### České překlady
- Stařec, který četl milostné romány (Un viejo que leía novelas de amor, 1989, česky 2000 v překladu Anežky Charvátové, ISBN 80-86182-37-1)
- Deník sentimentálního zabijáka : Yacaré (Diario de un killer sentimental, Yacaré, 1998, česky 2002 v překladu Zuzany Talířové, ISBN 80-86182-65-7)Luis Sepúlveda

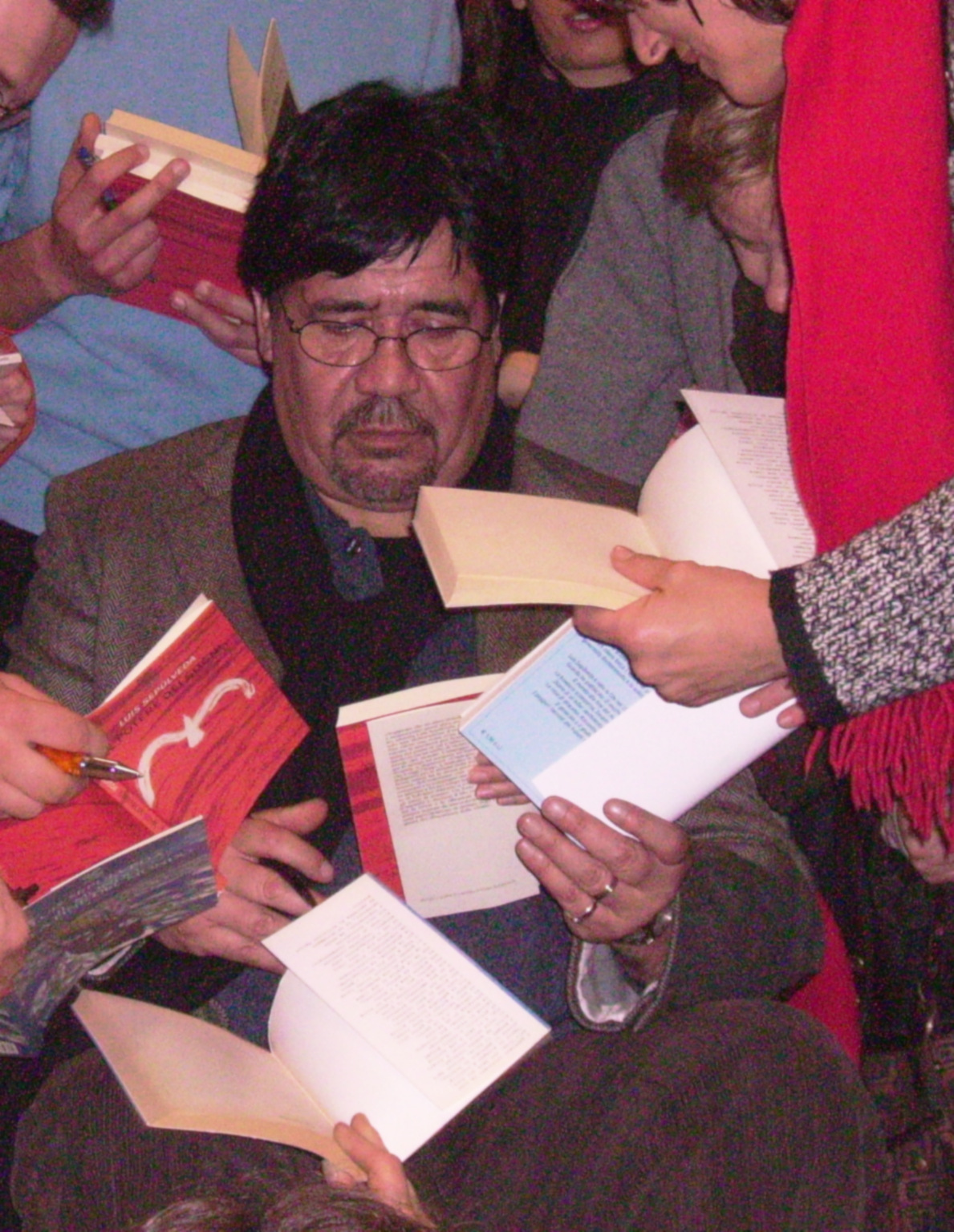
Luis Sepúlveda

- Patagonský expres (Patagonia express, česky 2004 v překladu Jana Mattuše, ISBN 80-903377-1-6)
- Sbohem, pampo (Nombre de torero, 1994, česky 2003 v překladu Anežky Charvátové, ISBN 80-902782-6-4)
- O rackovi a kočce, která ho naučila létat (Historia de una gaviota y del gato que le enseno a volar 1996, česky 2006 v překladu Terezy Hofbauerové, ISBN 80-87067-01-0)
- Stín někdejšího času (La sombra de lo que fuimos; česky 2010, překlad: Jana Novotná) ISBN 978-80-7407-089-1